# Wattana Klomjit
Wattana Klomjit (thailändisch วัฒนา กล่อมจิต, * 5. März 1999), auch als Tong bekannt, ist ein thailändischer Fußballspieler.

## Karriere
Wattana Klomjit stand von 2018 bis 2021 beim Chainat Hornbill FC unter Vertrag. 2018 spielte der Verein aus Chainat in der ersten thailändischen Liga. Ende 2019 stieg der Verein in die zweite Liga ab. Die Saison 2018 wurde er nach Bangkok an den Zweitligisten Kasetsart FC ausgeliehen. 2020 lieh ihn der Drittligist Muangkan United FC aus Kanchanaburi aus. Nach Vertragsende in Chainat wechselte er fest zu Muangkan United. Von Mitte Juli 2020 bis Dezember 2021 wurde er an den Drittligisten Singha Golden Bells Kanchanaburi FC ausgeliehen. Nach der Ausleihe kehrte er zu Muangkan zurück. Sein Zweitligadebüt gab Wattana Klomjit am 9. Januar 2022 (19. Spieltag) im Heimspiel gegen den Rayong FC. Hier wurde er in der 90.+2 Minute für den Japaner Kento Nagasaki eingewechselt. Muangkan gewann das Spiel 3:1. Nachdem Muangkan für die Saison 2022/23 keine Lizenz bekommen hatte, wechselte er im Juni 2022 zum Zweitligaaufsteiger Uthai Thani FC. Am Ende der Saison wurde er mit Uthai Thani Tabellendritter und qualifizierte sich somit für die Aufstiegsspiele zur ersten Liga. Hier konnte man sich im Finale gegen den Customs United FC durchsetzen und stieg in die erste Liga auf. Im August 2024 wechselte Klomjit aus Leihbasis zum Zweitligisten Kanchanaburi Power FC. Am Ende der Saison 2024/25 belegte er mit dem Verein den vierten Tabellenplatz und qualifizierte sich somit für die Play-off-Spiele zur ersten Liga. Im Halbfinale konnte man sich gegen den fünftplatzierten Mahasarakham SBT FC durchsetzen. Im Finale traf man auf den Phrae United FC. Das Hinspiel im eigenen Stadion gewann man mit 3:2. Das Rückspiel endete 2:2. Kanchanaburi gewann mit insgesamt 5:4 und stieg somit in die erste Liga auf.